# Orden de Abdón Calderón
La Estrella del Orden de Abdón Calderón es una condecoración ecuatoriana establecida en 1904 como premio por servicio militar extraordinario.

## Grados y distinciones
Los aspirantes deben haber cumplido logros extraordinarios en la protección de la patria en el campo militar.
Posee tres grados:
- Primera Clase
- Segunda Clase
- Tercera Clase

La Estrella de Primera Clase es de oro, la de Segunda Clase es de plata, y Tercera Clase de bronce.

## Miembros de la Orden
- Edward M. Almond
- Edwin Burr Babbitt
- Bernardo de Lippe-Biesterfeld
- Alfred Winsor Brown
- Charles H. Corlett
- Willis D. Crittenberger
- Pedro del Valle
- Robert L. Eichelberger
- Dwight D. Eisenhower
- William Halsey, Jr.
- Thomas T. Handy
- Harold R. Harris
- Ernest J. King
- Douglas MacArthur
- George Marshall
- Paco Moncayo
- John C. Munn
- Chester W. Nimitz
- Harvey Overesch
- Alexander Patch
- Augusto Pinochet
- Cosme Renella Barbatto
- William R. Schmidt
- Lemuel C. Shepherd, Jr.
- Alexander Vandegrift
- General Miguel Federico Villegas[2]
- Francis Bowditch Wilby
- Charles A. Willoughby

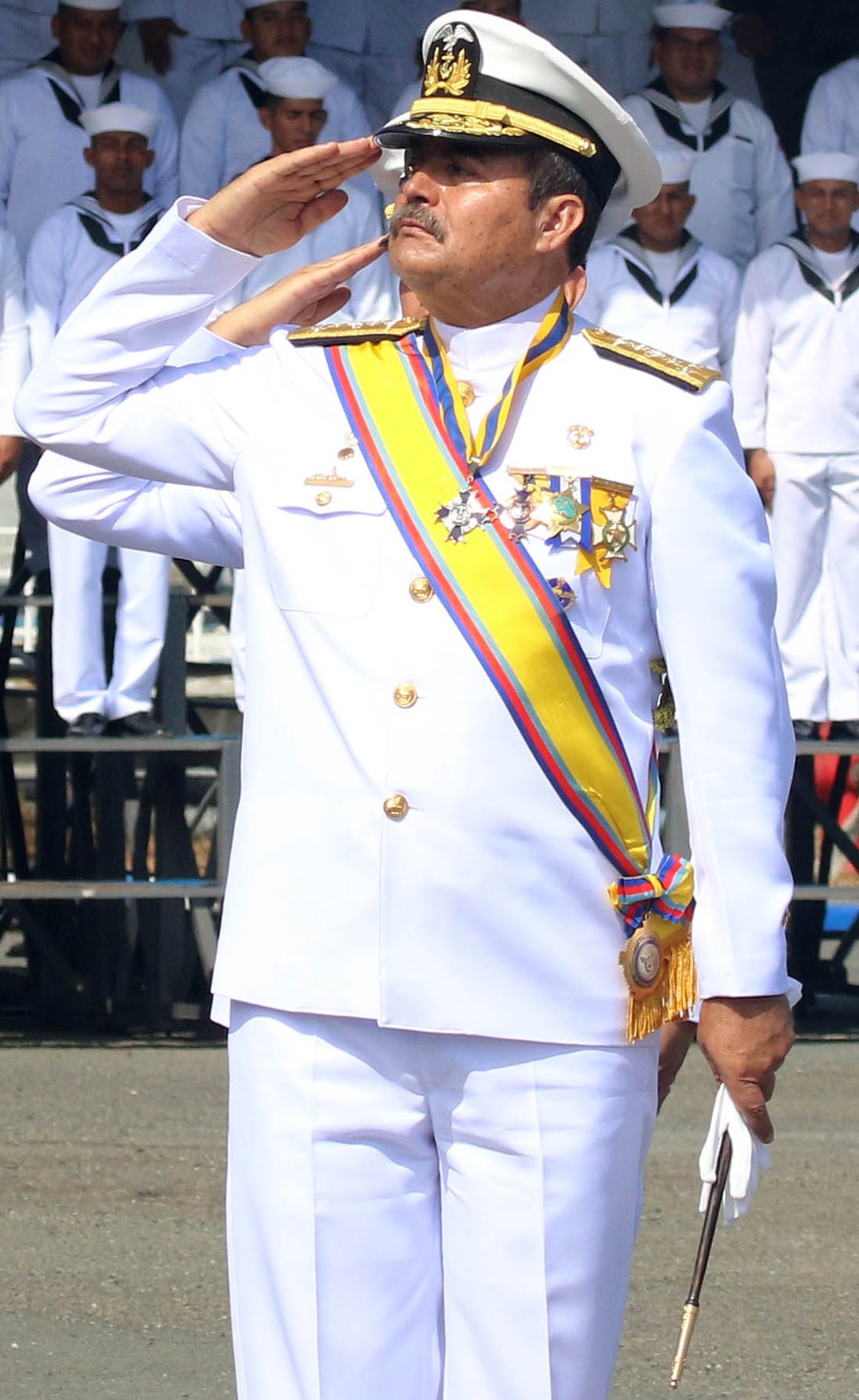
El vicealmirante Ángel Sarzosa, luciendo la banda de la Orden (2016).

- General Víctor Hugo Montero Maldonado
- General Leopoldo Aurelio Mantilla Ante